# Wapen van Venlo

Wapen van de gemeente Venlo

Het wapen van Venlo werd op 15 september 1819 door de Hoge Raad van Adel aan de toenmalige gemeente Venlo toegekend. Sindsdien is het wapen twee keer aangepast, gemoderniseerd, de beschrijving en het uiterlijk zijn veranderd, echter de elementen zijn gelijk gebleven. In 1838 kreeg Venlo een Belgische versie van het wapen, die in 1839 weer werd vervangen door het wapen uit 1819. In 2004 kreeg het wapen een wapenspreuk op een lint.

## Geschiedenis
Vanaf het jaar 1300 behoorde de stad tot het graafschap Gelre, om die reden is het wapen van Gelre ingevoegd in het wapen van de stad Venlo. Het anker staat voor scheepvaart, Venlo was namelijk lid van de Hanze en was ook een belangrijke overslagplaats.
In 1343 werd er een stadszegel gebruikt met daarop het huidige wapen. Andere bekende zegels met het stadswapen stammen uit de jaren 1700; twee zegels hadden geen schildhouders en een wel. Ook een bodebus uit 1641 voert het wapen zonder de schildhouders.
Nadat de gemeente in 2001 fuseerde met Belfeld en Tegelen vroeg de nieuwe gemeente in 2003 aan de Hoge Raad van Adel of zij het wapen van 1819 mocht blijven voeren. De Hoge Raad van Adel stemde hierin toe, maar wel met een paar kleine aanpassingen.

## Blazoen

Wapen van 1819

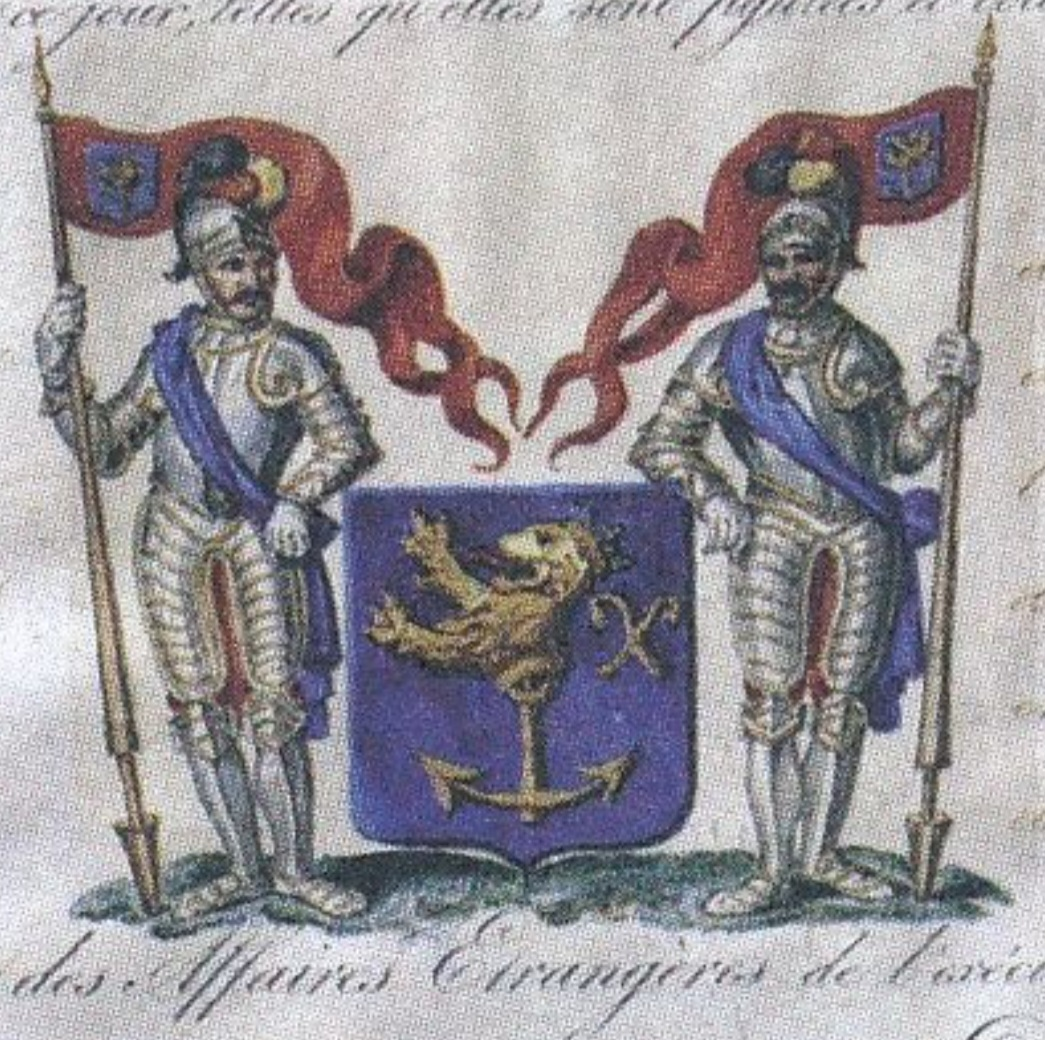
Wapen uit 1838 (Belgische tijd)

Het wapen van Venlo toont een schild van lazuur met daarop een gouden anker en daarboven een halve staande leeuw met achter het lijf de halve staart. Dit alles is van goud. Het wapen, het schild, wordt vastgehouden door twee ridders in harnassen, deze houden ook vaandels vast met daarop het wapen. De ridders hebben beide een sjerp om.
De officiële beschrijving, of blazoenering luidde voor het op 15 september 1819 erkende wapen als volgt:
Van lazuur, beladen met een halven en gekroonden leeuw van goud, getongd van keel, vergezeld ter linkerzijde van een afgebroken dubbelen staart en van onderen van een anker, alles van goud; het schild ter wederzijde vastgehouden door een geharnasten ridder gesjerpt van Oranje, houdende een banier van keel, beladen met het schild.
De beschrijving van het op 29 maart 2004 toegekende wapen luidt als volgt:
In azuur een halve, dubbelstaartige, gekroonde leeuw van goud, getongd van keel, beneden vergezeld van een anker van goud, met verkorte stang. Het schild ter weerszijden gehouden door een geharnaste ridder van natuurlijke kleur met een sjerp van oranje, de helm met pluimen van rood, wit en blauw, houdende in de buitenste hand een toernooilans van goud met een punt van zilver, waaraan een wimpel van keel, aan de broekingzijde beladen met een (lees: het) wapenschild. Wapenspreuk: FESTINA LENTE CAUTA FAC OMNIA MENTE in Latijnse letters van goud op een lint van azuur.
De Hoge Raad van Adel heeft het verzoek van de gemeente om het toevoegen van de spreuk goedgekeurd, omdat de gemeente aan kon tonen dat de spreuk voor 1795 al gebruikt werd. De spreuk betekent: Haast je langzaam, doe alles met je verstand.